# Carlos Huerto
Carlos Junior Huerto Saavedra, noto semplicemente come Carlos Huerto (26 aprile 1999), è un calciatore peruviano, difensore dell'Univ. San Martín.

## Caratteristiche tecniche
È un terzino sinistro.

## Carriera

### Club
Cresciuto nelle giovanili dell'Univ. San Martín, ha esordito in prima squadra il 21 novembre 2016 disputando l'incontro di Campeonato Descentralizado perso 5-1 contro il Comerciantes Unidos.

## Statistiche

### Presenze e reti nei club
Statistiche aggiornate al 26 gennaio 2019.
| Stagione        | Squadra          | Campionato      | Campionato | Campionato | Coppe nazionali | Coppe nazionali | Coppe nazionali | Coppe continentali | Coppe continentali | Coppe continentali | Altre coppe | Altre coppe | Altre coppe | Totale | Totale | Totale |
| Stagione        | Squadra          | Comp            | Pres       | Reti       | Comp            | Pres            | Reti            | Comp               | Pres               | Reti               | Comp        | Pres        | Reti        | Pres   | Reti   |        |
| --------------- | ---------------- | --------------- | ---------- | ---------- | --------------- | --------------- | --------------- | ------------------ | ------------------ | ------------------ | ----------- | ----------- | ----------- | ------ | ------ | ------ |
| 2016            | Univ. San Martín | PD              | 1          | 0          | CP              | 0               | 0               |                    | -                  | -                  |             | -           | -           | 1      | 0      |        |
| 2017            | Univ. San Martín | PD              | 1          | 0          | CP              | 0               | 0               |                    | -                  | -                  |             | -           | -           | 1      | 0      |        |
| 2018            | Univ. San Martín | PD              | 30         | 4          | CP              | 0               | 0               |                    | -                  | -                  |             | -           | -           | 30     | 4      |        |
| Totale carriera | Totale carriera  | Totale carriera | 32         | 4          |                 | 0               | 0               |                    | -                  | -                  |             | -           | -           | 32     | 4      |        |

### Cronologia presenze e reti in nazionale
| Cronologia completa delle presenze e delle reti in nazionale ― Perù under 20 | Cronologia completa delle presenze e delle reti in nazionale ― Perù under 20 | Cronologia completa delle presenze e delle reti in nazionale ― Perù under 20 | Cronologia completa delle presenze e delle reti in nazionale ― Perù under 20 | Cronologia completa delle presenze e delle reti in nazionale ― Perù under 20 | Cronologia completa delle presenze e delle reti in nazionale ― Perù under 20 | Cronologia completa delle presenze e delle reti in nazionale ― Perù under 20 | Cronologia completa delle presenze e delle reti in nazionale ― Perù under 20 |
| Data                                                                         | Città                                                                        | In casa                                                                      | Risultato                                                                    | Ospiti                                                                       | Competizione                                                                 | Reti                                                                         | Note                                                                         |
| ---------------------------------------------------------------------------- | ---------------------------------------------------------------------------- | ---------------------------------------------------------------------------- | ---------------------------------------------------------------------------- | ---------------------------------------------------------------------------- | ---------------------------------------------------------------------------- | ---------------------------------------------------------------------------- | ---------------------------------------------------------------------------- |
| 18-1-2019                                                                    | Talca                                                                        | Uruguay under 20                                                             | 0 – 1                                                                        | Perù under 20                                                                | Sudamericano Sub-20 2019 - 1º turno                                          | -                                                                            |                                                                              |
| 22-1-2019                                                                    | Talca                                                                        | Paraguay under 20                                                            | 1 – 0                                                                        | Perù under 20                                                                | Sudamericano Sub-20 2019 - 1º turno                                          | -                                                                            | 7’                                                                           |
| 24-1-2019                                                                    | Curicó                                                                       | Perù under 20                                                                | 1 – 3                                                                        | Ecuador under 20                                                             | Sudamericano Sub-20 2019 - 1º turno                                          | -                                                                            |                                                                              |
| 26-1-2019                                                                    | Talca                                                                        | Argentina under 20                                                           | 1 – 0                                                                        | Perù under 20                                                                | Sudamericano Sub-20 2019 - 1º turno                                          | -                                                                            | 65’                                                                          |
| Totale                                                                       |                                                                              | Presenze                                                                     | 4                                                                            |                                                                              | Reti                                                                         | 0                                                                            |                                                                              |